# Schweizer Meisterschaften im Biathlon 2024
Die Schweizer Meisterschaften im Biathlon 2024 fanden am 22. und 23. März 2024 im Nordischen Skizentrum Goms in Ulrichen statt. Sowohl für Männer als auch für Frauen wurden Wettkämpfe im Sprint und im Massenstart ausgetragen, zudem fanden erneut Fun-Single-Mixed-Staffeln statt, bei denen ein etablierterer Athlet mit einem Athleten aus der Junioren- oder Jugendklasse lief. Die Titelkämpfe bildeten den Saisonabschluss des Swiss Biathlon Cups. Flurina Volken bestritt ihre letzten Profirennen als Biathletin, erneut am Start war hingegen Selina Gasparin.

## Männer

### Sprint 10 km

#### Senioren
| \| Platz \| Starter \| Verein \| Zeit (min) \| Schiessfehler \| \| ----- \| ----------------- \| --------------------------------- \| ---------- \| ------------- \| \| 1 \| Jeremy Finello \| SC Obergoms \| 27:03,5 \| 0+1 \| \| 2 \| Niklas Hartweg \| SC Einsiedeln \| 28:15,2 \| 1+1 \| \| 3 \| Sebastian Stalder \| SC Gardes-Frontière/SC am Bachtel \| 28:19,2 \| 1+1 \| | Datum: 22. März 2024 |                                   |            |               |
| Platz | Starter              | Verein                            | Zeit (min) | Schiessfehler |
| 1 | Jeremy Finello       | SC Obergoms                       | 27:03,5    | 0+1           |
| 2 | Niklas Hartweg       | SC Einsiedeln                     | 28:15,2    | 1+1           |
| 3 | Sebastian Stalder    | SC Gardes-Frontière/SC am Bachtel | 28:19,2    | 1+1           |

#### Junioren
| Platz | Starter         | Verein                     | Zeit (min) | Schiessfehler |
| ----- | --------------- | -------------------------- | ---------- | ------------- |
| 1     | Matthias Riebli | SC Schwendi-Langis         | 29:34,3    | 1+1           |
| 2     | François Mars   | Nordic Engelberg           | 30:00,7    | 0+0           |
| 3     | Paul Stalder    | SC Goupils Alpes Vaudoises | 30:22,3    | 0+2           |

#### Jugend (2005 und jünger)
| Platz | Starter            | Verein             | Zeit (min) | Schiessfehler |
| ----- | ------------------ | ------------------ | ---------- | ------------- |
| 1     | Remo Burch         | SC Schwendi-Langis | 21:39,3    | 1+0           |
| 2     | Vince Vogel        | SC Schwendi-Langis | 24:22,7    | 1+1           |
| 3     | Björn Niederhauser | SSC Riehen         | 24:31,2    | 0+4           |

#### Offener Wettbewerb
| Platz | Starter       | Verein             | Zeit (min) | Schiessfehler |
| ----- | ------------- | ------------------ | ---------- | ------------- |
| 1     | Toni Patt     | SC am Bachtel      | 16:24,8    | 2+3           |
| 2     | Lukas Berwert | SC Schwendi-Langis | 18:19,8    | 2+4           |
| 3     | Basil Rohrer  | SC Schwendi-Langis | 18:21,3    | 2+5           |

### Massenstart 15 km

#### Senioren
| \| Platz \| Starter \| Verein \| Zeit (min) \| Schiessfehler \| \| ----- \| ----------------- \| ------------------- \| ---------- \| ------------- \| \| 1 \| Jeremy Finello \| SC Obergoms \| 38:35,8 \| 1+2+0+1 \| \| 2 \| Sebastian Stalder \| SC Gardes-Frontière \| 39:01,5 \| 1+1+2+0 \| \| 3 \| Joscha Burkhalter \| SC Zweisimmen \| 39:35,2 \| 1+0+1+1 \| | Datum: 23. März 2024 |                     |            |               |
| Platz | Starter              | Verein              | Zeit (min) | Schiessfehler |
| 1 | Jeremy Finello       | SC Obergoms         | 38:35,8    | 1+2+0+1       |
| 2 | Sebastian Stalder    | SC Gardes-Frontière | 39:01,5    | 1+1+2+0       |
| 3 | Joscha Burkhalter    | SC Zweisimmen       | 39:35,2    | 1+0+1+1       |

#### Junioren
| Platz | Starter           | Verein             | Zeit (min) | Schiessfehler |
| ----- | ----------------- | ------------------ | ---------- | ------------- |
| 1     | Silvano Demarmels | Bual Lantsch/Lenz  | 35:34,2    | 2+2+2+0       |
| 2     | Matthias Riebli   | SC Schwendi-Langis | 35:56,6    | 0+1+3+2       |
| 3     | Loris Maier       | SC Schwendi-Langis | 37:24,8    | 2+1+2+2       |

#### Jugend (2005 und jünger)
| Platz | Starter            | Verein             | Zeit (min) | Schiessfehler |
| ----- | ------------------ | ------------------ | ---------- | ------------- |
| 1     | Remo Burch         | SC Schwendi-Langis | 38:31,4    | 1+1+1+0       |
| 2     | Björn Niederhauser | SSC Riehen         | 40:33,5    | 0+1+1+2       |
| 3     | Jens Berger        | SC Schwendi-Langis | 43:02,6    | 3+2+3+1       |

#### Offener Wettbewerb
| Platz | Starter         | Verein            | Zeit (min) | Schiessfehler |
| ----- | --------------- | ----------------- | ---------- | ------------- |
| 1     | Toni Patt       | SC am Bachtel     | 33:06,6    | 4+2+5+1       |
| 2     | Andreas Egger   | SC Vallée de Joux | 33:24,0    | 4+2+1+5       |
| 3     | Thomas Arregger | SSC Toggenburg    | 35:14,3    | 3+1+2+1       |

## Frauen

### Sprint 7,5 km

#### Seniorinnen
| \| Platz \| Starter \| Verein \| Zeit (min) \| Schiessfehler \| \| ----- \| ---------------- \| ----------------------------------------- \| ---------- \| ------------- \| \| 1 \| Aita Gasparin \| SC Gardes-Frontière/SC Bernina Pontresina \| 23:28,0 \| 0+0 \| \| 2 \| Lena Häcki-Groß \| Nordic Engelberg \| 24:20,3 \| 1+2 \| \| 3 \| Lydia Hiernickel \| SC Gardes-Frontière/SC Riedern \| 24:47,8 \| 1+0 \| | Datum: 22. März 2024 |                                           |            |               |
| Platz | Starter              | Verein                                    | Zeit (min) | Schiessfehler |
| 1 | Aita Gasparin        | SC Gardes-Frontière/SC Bernina Pontresina | 23:28,0    | 0+0           |
| 2 | Lena Häcki-Groß      | Nordic Engelberg                          | 24:20,3    | 1+2           |
| 3 | Lydia Hiernickel     | SC Gardes-Frontière/SC Riedern            | 24:47,8    | 1+0           |

#### Juniorinnen
| Platz | Starter        | Verein             | Zeit (min) | Schiessfehler |
| ----- | -------------- | ------------------ | ---------- | ------------- |
| 1     | Ronja Rietveld | SC Schwendi-Langis | 27:32,4    | 1+2           |
| 2     | Chiara Arnet   | Nordic Engelberg   | 28:04,8    | 1+1           |
| 3     | Lara Berwert   | SC Schwendi-Langis | 28:24,7    | 2+2           |

#### Jugend (2005 und jünger)
| Platz | Starter        | Verein              | Zeit (min) | Schiessfehler |
| ----- | -------------- | ------------------- | ---------- | ------------- |
| 1     | Alessia Laager | Piz Ot Samedan      | 20:21,7    | 0+1           |
| 2     | Lena Baumann   | SC Einsiedeln       | 20:26,6    | 3+0           |
| 3     | Lara Marti     | SC Grund bei Gstaad | 22:52,4    | 0+2           |

#### Offener Wettbewerb
| Platz | Starter      | Verein                | Zeit (min) | Schiessfehler |
| ----- | ------------ | --------------------- | ---------- | ------------- |
| 1     | Julia Burch  | SC Schwendi-Langis    | 19:46,5    | 1+4           |
| 2     | Ilona Neiger | SC Schwendi-Langis    | 19:58,4    | 1+4           |
| 3     | Mira Kunes   | SC Bernina Pontresina | 21:41,8    | 4+0           |

### Massenstart 12,5 km

#### Seniorinnen
| \| Platz \| Starter \| Verein \| Zeit (min) \| Schiessfehler \| \| ----- \| --------------- \| ----------------------------------------- \| ---------- \| ------------- \| \| 1 \| Lena Häcki-Groß \| Nordic Engelberg \| 33:21,7 \| 0+0+1+0 \| \| 2 \| Aita Gasparin \| SC Gardes-Frontière/SC Bernina Pontresina \| 34:57,4 \| 1+0+0+1 \| \| 3 \| Flurina Volken \| SC Obergoms \| 36:23,7 \| 1+0+2+2 \| | Datum: 23. März 2024 |                                           |            |               |
| Platz | Starter              | Verein                                    | Zeit (min) | Schiessfehler |
| 1 | Lena Häcki-Groß      | Nordic Engelberg                          | 33:21,7    | 0+0+1+0       |
| 2 | Aita Gasparin        | SC Gardes-Frontière/SC Bernina Pontresina | 34:57,4    | 1+0+0+1       |
| 3 | Flurina Volken       | SC Obergoms                               | 36:23,7    | 1+0+2+2       |

#### Juniorinnen
| Platz | Starter         | Verein             | Zeit (min) | Schiessfehler |
| ----- | --------------- | ------------------ | ---------- | ------------- |
| 1     | Lara Berwert    | SC Schwendi-Langis | 26:27,3    | 1+0+0+2       |
| 2     | Ronja Rietveld  | SC Schwendi-Langis | 26:32,5    | 0+0+1+2       |
| 3     | Elina Biderbost | SC Obergoms        | 26:39,6    | 1+0+0+0       |

#### Jugend (2005 und jünger)
| Platz | Starter        | Verein              | Zeit (min) | Schiessfehler |
| ----- | -------------- | ------------------- | ---------- | ------------- |
| 1     | Alessia Laager | Piz Ot Samedan      | 31:04,1    | 0+1+3+0       |
| 2     | Lara Marti     | SC Grund bei Gstaad | 36:03,1    | 1+2+2+1       |
| 3     | Lena Baumann   | SC Einsiedeln       | 36:42,0    | 1+2+3+2       |

#### Offener Wettbewerb
| Platz | Starter      | Verein             | Zeit (min) | Schiessfehler |
| ----- | ------------ | ------------------ | ---------- | ------------- |
| 1     | Julia Burch  | SC Schwendi-Langis | 35:43,2    | 1+1+3+1       |
| 2     | Mara Neiger  | SC Schwendi-Langis | 40:31,4    | 0+3+2+2       |
| 3     | Ilona Neiger | SC Schwendi-Langis | 40:54,9    | 4+5+1+2       |

## Single-Mixed-Staffel
| \| Platz \| Starter \| Zeit (min) \| \| ----- \| ------------------------------ \| ---------- \| \| 1 \| Lea Meier/Jakob Richter \| 43:34,3 \| \| 2 \| Sari Elena Egger/Sandro Bovisi \| 44:16,5 \| \| 3 \| Sophia Imwinkelried/Remo Burch \| 44:28,6 \| | Datum: 24. März 2024           |            |
| Platz | Starter                        | Zeit (min) |
| 1 | Lea Meier/Jakob Richter        | 43:34,3    |
| 2 | Sari Elena Egger/Sandro Bovisi | 44:16,5    |
| 3 | Sophia Imwinkelried/Remo Burch | 44:28,6    |